# Lista över fornlämningar i Gotlands kommun (Björke)
Lista över fornlämningar i Gotlands kommun (Björke) är en förteckning av ett urval av de fornlämningar som finns i Björke i Gotlands kommun.
| Namn          | Lämningstyp                      | Tillkomsttid | Historisk indelning | Plats | Läge                 | ID-nr          | Bild                                 |
| ------------- | -------------------------------- | ------------ | ------------------- | ----- | -------------------- | -------------- | ------------------------------------ |
| Björke 2:1    | Hällristning                     |              | Björke, Gotland     |       | 57.507618, 18.421746 | 11100000000314 | Ladda upp en bild av detta fornminne |
| Björke 4:1    | Hällristning                     |              | Björke, Gotland     |       | 57.508382, 18.439493 | 11100000000315 | Ladda upp en bild av detta fornminne |
| Björke 6:1    | Husgrund, förhistorisk/medeltida |              | Björke, Gotland     |       | 57.498894, 18.417571 | 10090000060001 | Ladda upp en bild av detta fornminne |
| Björke 18:1   | Hällristning                     |              | Björke, Gotland     |       | 57.507075, 18.412783 | 11100000000316 | Ladda upp en bild av detta fornminne |
| Björke 36:1   | Runristning                      |              | Björke, Gotland     |       | 57.507391, 18.421470 | 10090000360001 | Ladda upp en bild av detta fornminne |
| Björke 36:2   | Runristning                      |              | Björke, Gotland     |       | 57.507391, 18.421470 | 10090000360002 | Ladda upp en bild av detta fornminne |
| Björke 46:1   | Stensättning                     |              | Björke, Gotland     |       | 57.493270, 18.411355 | 10090000460001 | Ladda upp en bild av detta fornminne |
| Björke 48:1   | Husgrund, förhistorisk/medeltida |              | Björke, Gotland     |       | 57.496347, 18.414816 | 10090000480001 | Ladda upp en bild av detta fornminne |
| Björke 48:2   | Husgrund, förhistorisk/medeltida |              | Björke, Gotland     |       | 57.496595, 18.415357 | 10090000480002 | Ladda upp en bild av detta fornminne |
| Björke 48:3   | Husgrund, förhistorisk/medeltida |              | Björke, Gotland     |       | 57.496517, 18.414333 | 10090000480003 | Ladda upp en bild av detta fornminne |
| Björke 48:4   | Husgrund, förhistorisk/medeltida |              | Björke, Gotland     |       | 57.496475, 18.413793 | 10090000480004 | Ladda upp en bild av detta fornminne |
| Björke 49:1   | Stensättning                     |              | Björke, Gotland     |       | 57.485734, 18.563438 | 10090000490001 | Ladda upp en bild av detta fornminne |
| Atlingbo 50:1 | Stensättning                     |              | Björke, Gotland     |       | 57.455731, 18.395150 | 10089800500001 | Ladda upp en bild av detta fornminne |
| Atlingbo 57:1 | Husgrund, förhistorisk/medeltida |              | Björke, Gotland     |       | 57.458202, 18.393235 | 10089800570001 | Ladda upp en bild av detta fornminne |
| Atlingbo 89:1 | Husgrund, förhistorisk/medeltida |              | Björke, Gotland     |       | 57.457629, 18.390390 | 10089800890001 | Ladda upp en bild av detta fornminne |